# Akademia Federalnej Służby Bezpieczeństwa Federacji Rosyjskiej

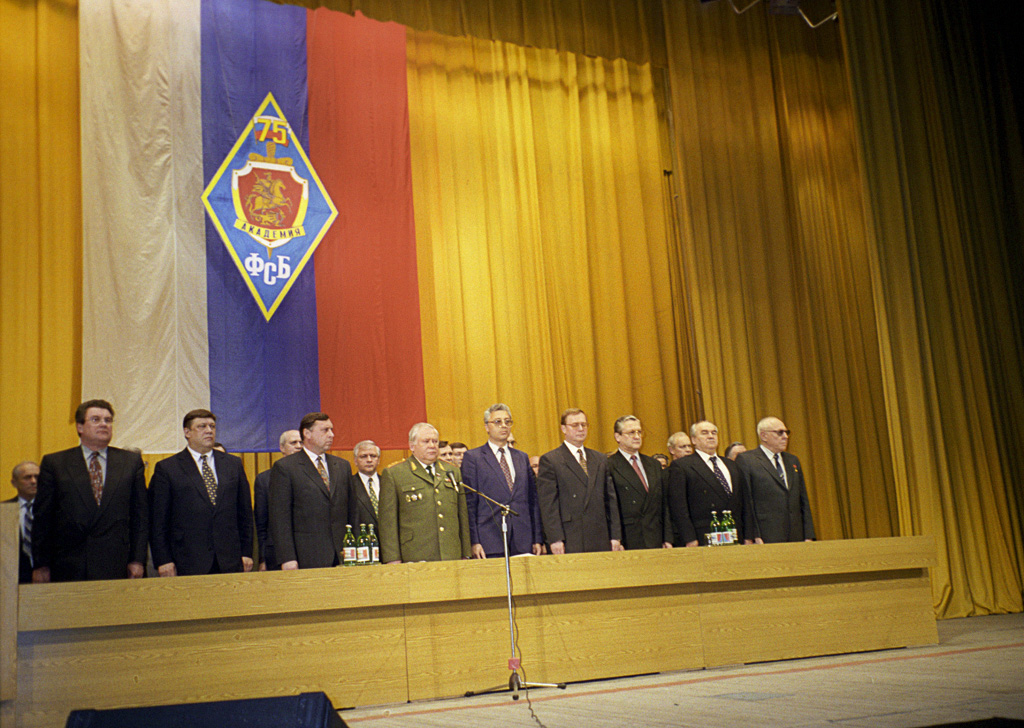
75. rocznica Akademii FSB, dawniej Akademii KGB (5 maja 1996)

Akademia Federalnej Służby Bezpieczeństwa Federacji Rosyjskiej (ros. Федеральное государственное казенное образовательное учреждение высшего профессионального образования Академия Федеральной службы безопасности Российской Федерации „Академия ФСБ России”) – rosyjska uczelnia akademicka w Moskwie, utworzona w 1992 z przekształcenia Wyższej Szkoły KGB im. F. Dzierżyńskiego.

## Historia
25 stycznia 1921 Prezydium WCzK postanowiło utworzyć w Rosji radzieckiej stałe kursy szkoleniowe personelu operacyjnego. 27 kwietnia tego samego roku rozpoczął się pierwszy specjalny kurs – data ta uważana jest za oficjalny dzień powstania akademii. Naukę rozpoczęło 150 słuchaczy, zajęcia odbywały się w zabytkowym budynku w centrum Moskwy na Pokrowkie. Po przekształceniu w 1922 kursów WCzK na Wyższe Kursy GPU, wyodrębniono wydziały polityczny i wojskowy, które były prekursorami przyszłych fakultetów Akademii.
W lipcu 1929 Wyższe Kursy OGPU przemianowano na Szkołę Przekwalifikowania Pracowników Organów Wewnętrznych. W tym czasie w lokalnych ośrodkach rozwinęła się instytucja praktykantów – stażystów jako forma rekrutacji personelu. Okres nauki wynosił 6-12 miesięcy, po których szkoleni powoływani byli na stanowisko asystenta pracownika operacyjnego lub zwalniani jako nienadający się do pracy w organach bezpieczeństwa. 29 maja 1930 KC WKP(b) postanowił utworzyć w Moskwie szkołę, która 4 czerwca otrzymała nazwę Centralnej Szkoły OGPU. W latach 1937–1939 niemal cały centralny aparat – wykładowcy katedry „terror, dywersja, szpiegostwo i walka z nimi” został rozstrzelany. Represjom poddano 5 komendantów szkoły, większą część kadry dydaktycznej i słuchaczy. We wczesnych latach czterdziestych XX wieku co trzeci szef radzieckich organów bezpieczeństwa był absolwentem jednorocznych kursów. W czasie II wojny światowej szkoła przygotowała ponad siedem tysięcy pracowników.
Od 1952 na bazie szkoły utworzona zostaje uczelnia po raz pierwszy dająca słuchaczom wykształcenie prawnicze. 24 sierpnia 1992 Postanowieniem Prezydenta FR Nr 931 na bazie Wyższej Szkoły im. F.E. Dzierżyńskiego i Akademii Wojsk Pogranicza utworzono Akademię Ministerstwa Bezpieczeństwa Federacji Rosyjskiej. W 1994 na fakultecie dochodzeniowo-śledczym utworzono pierwszy kurs żeński, jednakże wkrótce zaprzestano takiego kształcenia. Obecnie kobiety w akademii kończą tylko kursy tłumaczy.

## Struktura i program dydaktyczny
Akademia posiada 10 fakultetów, przygotowujących specjalistów nie tylko dla FSB, ale także dla rosyjskiej Służby Wywiadu Zagranicznego, Ministerstwa Obrony i innych agencji. W skład Akademii wchodzi Instytut Kryptografii, Łączności i Informatyki, 7 fakultetów ogólnoakademickich, 46 katedr, wydziałów, 5 funkcjonalnych i 14 pomocniczych jednostek oraz centrum naukowo-badawcze. Ponadto w Akademii funkcjonuje system dokształcania zawodowego, w tym przekwalifikowania i podwyższania kwalifikacji zarówno już zatrudnionego w organach personelu, jak również – w ramach specjalnego szkolenia – osób pozyskanych dla FSB spośród absolwentów innych wyższych uczelni. System funkcjonuje na wszystkich fakultetach, przede wszystkim jednak na fakultecie przygotowania kadr dowódczych, utworzonym w 1979. Przeciętny pracownik organów podnosi kwalifikacje co pięć lat, a szefowie jednostek terytorialnych bezpieczeństwa jeszcze częściej. Okresy kształcenia trwają od kilku tygodni podwyższających kwalifikacje do kilku miesięcy profesjonalnego przekwalifikowania. Czasami studia trwają kilka lat, ale jest to związane z nauką języka obcego.
W systemie FSB funkcjonuje kilka regionalnych instytutów przekwalifikowania i dokształcania pracowników – nie są one częścią Akademii, ale istnieje koordynacja rozwoju programów szkoleniowych i badań naukowych.

## Instytut Kryptografii, Łączności i Informatyki
Historia instytutu sięga 1949, kiedy utworzono Wyższą Szkołę Szyfrantów i tajny oddział na fakultecie mechaniczno-matematycznym Moskiewskiego Państwowego Uniwersytetu im. M. W. Łomonosowa – w późniejszych latach połączone i przekształcone w fakultet techniczny Wyższej Szkoły KGB ZSRR im. F. E. Dzierżyńskiego. W 1992 roku fakultet przekształcono w instytut. Przygotowuje on specjalistów w dziedzinie przekazywania, ochrony i przetwarzania informacji. Główne kierunki kształcenia to:
- kryptografia
- matematyka stosowana
- informatyka
- elektronika
- inżynieria komunikacji radiowej[1]

Instytut posiada fakultety:
- matematyki stosowanej
- techniki specjalnej
- bezpieczeństwa informacji
- katedrę nauk przyrodniczych
- katedrę specjalną
- katedrę języka angielskiego

Przy Instytucie działa wieczorowa szkoła fizyczno-matematyczna i laboratorium naukowo-badawcze. W oparciu o profile studiów w Instytucie Akademia umożliwia adiunkturę, docenturę i doktoraty.

## Komendanci
- 1950–1960 – płk A. J. Jefimow, gen. mjr J. I. Borisoglebski, gen. mjr A. N. Kurenkow
- 1962–1965 – gen. por. J. P. Pitowranow
- 1965–1970 – gen. por. P. G. Griszyn
- 1970–1974 – gen. płk W. F. Nikitczenko
- 1974–1979 – gen. por. I. S. Rozanow
- 1979–1987 – gen. por. A. P. Ragozin
- 1987–1991 – gen. por. Ł. A. Postnikow
- 1991–1992 – gen. mjr W. W. Titarenko

Od 24 sierpnia 1992 Akademia Ministerstwa Bezpieczeństwa Federacji Rosyjskiej
- 1992–1994 – gen. por. S. W. Djakow
- 1994–1999 – gen. płk W. A. Timofiejew
- 1999–2000 – gen. płk W. Ł. Szulc
- 2000–2007 – gen. płk W. A. Własow
- 2007–2018 – gen. płk W. W. Ostrouchow